# آلبرتو روکاردی
آلبرتو روکاردی (ایتالیایی: Albert Roccardi؛ ‏ ۹ مهٔ ۱۸۶۴ – ۱۴ مهٔ ۱۹۳۴) بازیگر اهل پادشاهی ایتالیا بود. وی بین سال‌های ۱۹۱۲ تا ۱۹۳۳ میلادی فعالیت می‌کرد.
از فیلم‌هایی که وی در آن‌ها نقش داشته‌است، می‌توان به شرکای جرم اشاره نمود.